# Ca les Finals
Ca les Finals és un edifici de Porrera (Priorat) que forma part de l'Inventari del Patrimoni Arquitectònic de Catalunya.

## Descripció
És un edifici de planta rectangular, bastit de maçoneria arrebossada i pintada, de planta baixa i dos pisos i cobert per terrat. A la façana s'obren tres portes, la principal de grans dimensions i arc de mig punt, dues finestres a nivell d'entresòl, quatre balcons repartits en tres balconades al primer pis i la mateixa disposició al segon.

## Història
La casa fou bastida sobre les antigues hortes que hi havia en aquest costat del riu abans de ser urbanitzat a les darreries del segle xix. Ja d'entrada, fou bastida com una casa de pisos, tipològicament rara en una població menor del priorat. Actualment continua amb la mateixa distribució. Pel que sembla, el nom de la casa prové del fet que el propietari tenia un tros de terra al límit del terme, motiu pel qual era conegut per "final" d'on derivà el renom.